# Universidad de Louisville
La Universidad de Louisville (en inglés: University of Louisville, abreviatura U of L) es una universidad pública ubicada en la localidad de Louisville, estado de Kentucky, Estados Unidos. Cuando se fundó en 1798, fue la primera universidad pública de propiedad municipal en los Estados Unidos y una de las primeras universidades autorizadas al oeste de las montañas Allegheny. En 1970 pasó de ser municipal a estatal, incorporándose al sistema universitario del estado de Kentucky. La universidad tiene encomendada por la Asamblea General de Kentucky ser una «Universidad de Investigación Metropolitana Preeminente».
La universidad tiene matriculados a estudiantes de 118 de los 120 condados de Kentucky, los 50 estados de Estados Unidos y 116 países de todo el mundo.
Louisville está clasificada como «R1: Universidades de Doctorado - Actividad investigadora muy alta». La Facultad de Medicina de la Universidad de Louisville se promociona por la primera cirugía de trasplante de corazón artificial completamente autónomo, así como por el primer trasplante de mano exitoso en los Estados Unidos. Al Hospital Universitario también se le atribuye la primera ambulancia civil, el primer servicio de accidentes del país, ahora conocido como departamento de emergencias (ED), y uno de los primeros bancos de sangre en los Estados Unidos.

## Deportes
Sus equipos deportivos compiten en la Atlantic Coast Conference de la NCAA. Desde 2005, los cardenales han hecho apariciones en la NCAA División I de baloncesto masculino Final Four en 2005, 2012, y 2013 (desocupado), Bowl Championship Series Orange Bowl en 2007 (campeones) y Sugar Bowl en 2013 (campeones) de fútbol americano, el College Baseball World Series 2007, 2013, 2014, 2017 y 2019, la Final Four de baloncesto femenino en 2009 (subcampeón), 2013 (subcampeón) y 2018, y el campeonato nacional de fútbol masculino en 2010. El programa de voleibol femenino de los Louisville Cardinals ha logrado un tricampeonato del Torneo Big East (2008, 2009, 2010), y fueron Campeonas de la Conferencia de la Costa Atlántica en 2015 y 2017. El programa de atletismo femenino ha ganado los títulos Outdoor Big East en 2008, 2009 y 2010, y un título Indoor Big East en 2011.